# Đại học Marien Ngouabi
Đại học Marien Ngouabi (tiếng Pháp: Université Marien Ngouabi, UMNG) là trường đại học công đầu tư bởi nhà nước Cộng hòa Congo, đây cũng là cơ sở giáo dục quan trọng nhất ở quốc gia này, trụ sở được đặt tại thủ đô của Brazzaville.

## Lịch sử
Đại học Brazzaville được thành lập ngày 04 tháng 12 năm 1971 với mong muốn để khẳng định chủ quyền của đất nước. Sau vụ ám sát Tổng thống Marien Ngouabi ngày 18 tháng 03 năm 1977, trường đại học này đã lấy tên của ông để đặt tên trường từ này ngày 28 tháng 07 năm 1977 cho đến nay.

## Liên kết
- Official Web Site Lưu trữ ngày 31 tháng 5 năm 2014 tại Wayback Machine (tiếng Pháp)